# من لایحضره الفقیه

کتاب من لایحضره الفقیه

کتاب مَن لایَحضُرُه اَلفَقیه، تألیف ابوجعفر محمد بن علی بن بابویه قمی ملقب به شیخ صدوق(۳۰۶-۳۸۱ق)، کتابی است به عربی شامل ۵۹۶۳ حدیث. این کتاب یکی از کتب اربعه و از معتبرترین کتب شیعه است و در شش جلد تألیف شده‌است. این اثر از زمان نگارش مورد توجه و استقبال علمای شیعه قرار گرفته‌است و پیوسته در مجموعه‌های بزرگ و کوچک روایی به آن استناد نموده و از آن روایت نقل کرده‌اند.
معنی نام کتاب «(برای) کسی که فقیه نزد او حضور ندارد» است.

## علت نگارش
شیخ صدوق این کتاب را به درخواست یکی از سادات شهر بلخ به نام شریف الدین ابو عبدالله محمد بن حسین، معروف به نعمت، نگاشته‌است. او از شیخ صدوق درخواست کرده بود که مانند کتاب طبی من لایحضره الطبیب، نوشته زکریای رازی، او هم کتابی در علم فقه به نگارش درآورد تا مورد استفاده کسانی قرار گیرد که به علما و فقها دسترسی ندارند.

## شیوه نگارش
مؤلف کتاب در مورد این کتاب می‌گوید:
این کتاب کتابی است که در فقه و حلال و حرام و قوانین و مقررات شرع نوشته شده، به قسمی که همهٔ آنچه را که در موضوعات مختلف فقه (از طهارت تا دیات) تاکنون نوشته‌ام دربرداشته باشد و آن را کتاب من لایحضره الفقیه نام نهادم، تا به وقت نیاز بدان مراجعه کرده و مورد اعتماد و اطمینان باشد؛ و این کتاب را با حذف اسانید تألیف کردم که مبادا به سبب نقل آن حجم کتاب زیاد شود. در این کتاب منظورم این بوده که آن دسته از روایاتی را که بدان فتوا می‌دهم و به صحت و صدورش از معصومین وثوق دارم و بدان حکم می‌کنم بیاورم.

## محتوا
این کتاب شامل ۴۰۹۹ حدیث در این موضوعات است:
- جلد اول: کتاب صلاة در باب نماز، وضو، غسل، تیمم، فضیلت نماز، قبله، اذان و اقامه، و تعقیبات نماز.
- جلد دوم: شامل ادامهٔ کتاب صلاة، کتاب زکاة، کتاب صوم و کتاب اعتکاف.
- جلد سوم: در باب حج، علل و اسرار حج، سفر و آداب سفر، آداب مسافر، زیارت قبور ائمه و زیارت قبور شهیدان.
- جلد چهارم: شامل کتاب قضاء در ابواب داوری‌ها، شرایط داوری، باب عدالت، شهادت دادن به دروغ، باب وکالت و باب آزاد کردن بنده و احکام آن. کتاب المعیشة در باب شغل‌ها، تجارت و آداب آن، باب خرید و فروش، باب صید و شکار و سر بریدن حیوانات، تعهدات به سوگند و نذر و کفاره.
- جلد پنجم: کتاب زناشویی، کتاب طلاق، کتاب حدود و کتاب دیات.
- جلد ششم: شامل باب وصیت، کتاب فرائض و مواریث، سهم میراث پدر و مادر متوفا، باب میراث فرزندان، باب میراث اجداد، باب میراث مردگان.

## شرح‌ها و تعلیقات
شروح و تعلیقات زیادی بر این کتاب نوشته شده‌است، از جملهٔ آن‌ها:
- شرح من لا یحضره الفقیه، نوشته ملامراد تفرشی
- شرح عربی من لا یحضره الفقیه به نام روضةالمتقین (۱۴ جلد)، نوشتهٔ ملا محمدتقی مجلسی، پدر محمدباقر مجلسی
- شرح فارسی آن به نام لوامع صاحبقرانی در ۱۰ جلد نوشته و نیز توسط محمدتقی مجلسی
- شرح من لا یحضره الفقیه، نوشتهٔ سید امیرمحمد صالح بن امیر عبدالواسع، داماد محمدباقر مجلسی
- شرح من لا یحضره الفقیه، نوشتهٔ شیخ بهائی
- شرح من لا یحضره الفقیه به نام معاهد التنبیه، نوشتهٔ شیخ ابوجعفر محمد بن حسن بن زین‌الدین شهید ثانی
- شرح من لا یحضره الفقیه، نوشتهٔ ملا صالح مازندرانی.
- شرح من لا یحضره الفقیه، نوشته علامه آیت الله سید محمد صادق اجتهد